# Stenolophus anceps
Stenolophus anceps es una especie de escarabajo de tierra del género Stenolophus, tribu Harpalini, subfamilia Harpalinae. Fue descrita científicamente por LeConte en 1857.
La especie se mantiene activa durante los meses de enero, febrero, marzo, abril, mayo, junio, julio, agosto y octubre.

## Distribución
Se distribuye por Estados Unidos y Canadá.